# Investigació històrica

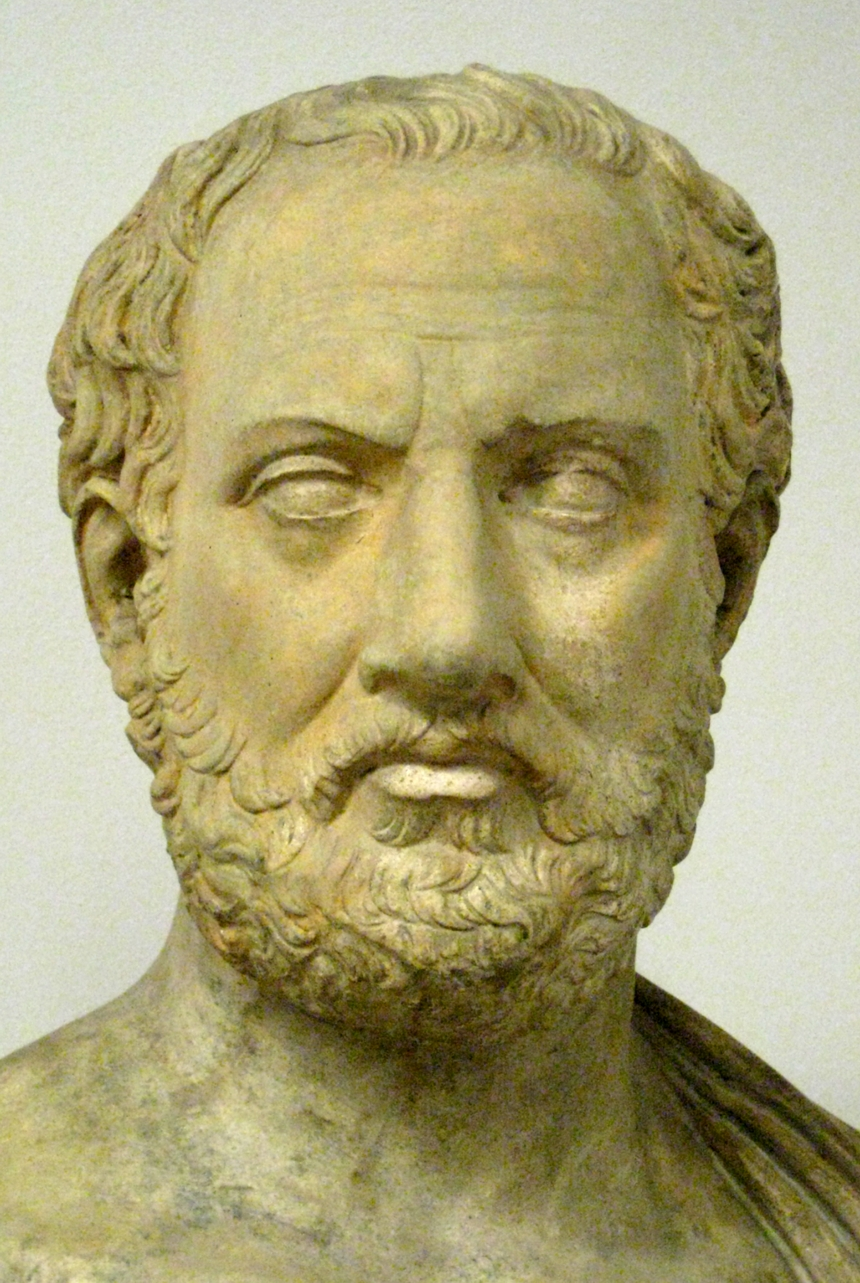
Un bust esculpit que representa Tucídides (c. 460- c. 400 aC) anomenat el "pare de la història científica" (una còpia d'una còpia de l'obra grega del segle IV aC)

El mètode d'investigació històrica és la col·lecció de tècniques i directrius que investigadors i periodistes utilitzen per investigar i escriure troballes sobre el passat. Es poden aprofitar fonts secundàries, fonts primàries i proves materials com les que es puguin derivar de l'arqueologia. De la destresa de l'investigador depèn el poder identificar aquestes fonts, avaluar la seva autoritat relativa i combinar adequadament el seu testimoni per arribar a construir una imatge precisa i fiable dels esdeveniments del passat, tant llunyà com proper.
En la filosofia de la història, la qüestió de la naturalesa i la possibilitat d'un mètode històric sòlid es planteja dins del subcamp de l'epistemologia. L'estudi del mètode històric i de les diferents maneres d'escriure la història es coneix com a historiografia.
Encara que els investigadors coincideixen en principis molt generals i bàsics, en la pràctica "els cànons específics de la prova històrica no són observats amb prou amplitud de mires, ni acceptats de forma genèrica" entre els investigadors professionals. Alguns estudiosos de la història han remarcat que no hi ha estàndards particulars per certs camps històrics com ara: la religió, l'art, la ciència, la democràcia o la justícia social, ja que són camps "essencialment discutits", per la seva naturalesa, de manera que es necessiten eines diferents, pròpies de cada camp, per poder interpretar correctament els diferents temes d'aquests camps.

## Crítica de les fonts
La crítica de les fonts (o avaluació de la informació) és el procés d'avaluació de les qualitats d'una font d'informació, com ara la seva validesa, fiabilitat i rellevància per al tema investigat.
Gilbert J. Garraghan i Jean Delanglez (1946) divideixen la crítica de la font en sis consultes: 
1. Quan es va generar la font, escrita o no escrita, (data)?
2. On es va generar (localització)?
3. Qui la va generar (autoria)?
4. A partir de quin material preexistent es va generar (anàlisi)?
5. En quina forma original es va generar (integritat)?
6. Quin és el valor probatori del seu contingut (credibilitat)?

Els quatre primers es coneixen com a crítica superior ; el cinquè, menor crítica ; i, conjuntament, la crítica externa. La sisena i última consulta sobre una font s'anomena crítica interna. En conjunt, aquesta investigació es coneix com a crítica de la font.
RJ Shafer sobre la crítica externa: "De vegades es diu que la seva funció és negativa, només ens estalvia d'utilitzar proves falses; mentre que la crítica interna té la funció positiva d'indicar-nos com utilitzar proves autenticades".
En assenyalar que pocs documents s'accepten com a completament fiables, Louis Gottschalk estableix la regla general, "per a cada document particular, el procés d'establiment de la credibilitat s'ha de dur a terme per separat, independentment de la credibilitat general de l'autor". La fiabilitat d'un autor en general pot establir una probabilitat de fons per a la consideració de cada afirmació, però cada evidència extreta s'ha de ponderar individualment.

### Procediments per a fonts contradictòries
Bernheim (1889) i Langlois i Seignobos (1898) van proposar un procediment de set passos per a la crítica de fonts en la història:
1. Si totes les fonts estan d'acord sobre un esdeveniment, els investigadors poden considerar l'esdeveniment provat.
2. Tanmateix, la majoria no mana; fins i tot si la majoria de fonts relacionen els esdeveniments d'una manera, aquesta versió no prevaldrà tret que superi la prova de l'anàlisi textual crítica.
3. La font el compte de la qual es pot confirmar per referència a autoritats externes en algunes de les seves parts es pot confiar en la seva totalitat si és impossible confirmar de la mateixa manera tot el text.
4. Quan dues fonts no estan d'acord en un punt concret, l'historiador preferirà la font amb més "autoritat", és a dir, la font creada per l'expert o pel testimoni ocular.
5. Els testimonis oculars s'han de preferir, en general, sobretot en circumstàncies en què l'observador normal podria haver informat amb precisió el que va passar i, més concretament, quan tracten fets coneguts per la majoria dels contemporanis.
6. Si dues fonts creades de manera independent coincideixen en una qüestió, la fiabilitat de cadascuna es veu millorada de manera mesurable.
7. Quan dues fonts no estan d'acord i no hi ha cap altre mitjà d'avaluació, els investigadors prenen la font que sembla que s'acorda millor amb el sentit comú.

Les descripcions posteriors del mètode històric, que es descriuen a continuació, han intentat superar la credulitat incorporada en el primer pas formulat pels historiògrafs del segle XIX enunciant principis no només pels quals es poden harmonitzar diferents informes, sinó pels quals es pot harmonitzar una afirmació trobada en una font. considerada no fiable o fiable tal com es presenta per si sola.

### Principis bàsics per determinar la fiabilitat
Els següents principis bàsics de la crítica de fonts van ser formulats per dos investigadors escandinaus, Olden-Jørgensen (1998) i Thurén Torsten (1997): 
- Les fonts humanes poden ser relíquies com una empremta digital ; o narracions com una declaració o una carta. Les relíquies són fonts més creïbles que les narracions.
- Qualsevol font pot ser falsificada o malmesa. Els indicis forts de l'originalitat de la font augmenten la seva fiabilitat.
- Com més a prop estigui una font de l'esdeveniment que pretén descriure, més es pot confiar en ella per donar una descripció històrica precisa del que realment va passar.
- Un testimoni ocular és més fiable que un testimoni de segona mà, que és més fiable que els oïda-dir a més, i així successivament .
- Si diverses fonts independents contenen el mateix missatge, la credibilitat del missatge augmenta molt.
- La tendència d'una font és la seva motivació per proporcionar algun tipus de biaix . Les tendències s'han de minimitzar o complementar amb motivacions oposades.
- Si es pot demostrar que el testimoni o la font no té interès directe a crear biaixos, la credibilitat del missatge augmenta.

#### Criteris d'autenticitat
Els investigadors de vegades han de fer front a decidir què és genuí i què no en una font. Per a aquestes circumstàncies, hi ha "criteris d'autenticitat" externs i interns que són aplicables.  Són eines tècniques per avaluar les fonts i separar fonts o continguts "autèntics" de falsificacions o manipulacions.
Els criteris externs impliquen qüestions relacionades amb l'establiment de l'autoria d'una font o gamma de fonts. Implica coses com si un autor va escriure alguna cosa ell mateix, si altres fonts atribueixen l'autoria a la font, acord de còpies manuscrites independents sobre el contingut d'una font.
Els criteris interns impliquen formalitats, estil i llenguatge per a un autor; si una font varia en funció de l'entorn en què s'ha produït, incoherències de temps o cronologia, transmissió textual d'una font, interpolacions en una font, insercions o supressions en una font.

### Testimonis presencials
RJ Shafer (1974) ofereix aquesta llista de verificació per avaluar el testimoni dels testimonis oculars : 
1. El significat real de l'enunciat és diferent del seu significat literal? Les paraules utilitzades en sentits no s'utilitzen avui dia? L'afirmació vol ser irònica (és a dir, una altra significació del que diu)?
2. Fins a quin punt l'autor podria observar el que informa? Els seus sentits eren iguals a l'observació? La seva ubicació física era adequada per a la vista, l'oïda, el tacte? Tenia la capacitat social adequada per observar: entenia l'idioma, tenia altres coneixements requerits (p. ex., lleis, militars ); no estava sent intimidat per la seva dona o la policia secreta ?
3. Com va informar l'autor? , i quina va ser la seva capacitat per fer-ho?
  1. Pel que fa a la seva capacitat per informar, va ser parcial? Va tenir el temps adequat per informar? Lloc adequat per informar? Instruments de gravació adequats?
  2. Quan va informar amb relació a la seva observació? Aviat? Molt més tard? Cinquanta anys és molt més tard, ja que la majoria dels testimonis oculars han mort i els que queden poden haver oblidat el material rellevant.
  3. Quina era la intenció de l'autor a l'hora d'informar? Per a qui va denunciar? És probable que aquest públic requereixi o suggereixi una distorsió a l'autor?
  4. Hi ha pistes addicionals sobre la veracitat prevista? Era indiferent sobre el tema denunciat, per tant probablement no tenia la intenció de distorsionar-lo? Va fer declaracions perjudicials per a si mateix, per tant probablement no buscava distorsionar? Va donar informació incidental o casual, gairebé segur que no tenia la intenció d'enganyar?
4. Les seves afirmacions semblen intrínsecament improbables: per exemple, contràries a la naturalesa humana o en conflicte amb el que sabem?
5. Recordeu que alguns tipus d'informació són més fàcils d'observar i informar que d'altres.
6. Hi ha contradiccions internes en el document?

Louis Gottschalk afegeix una consideració addicional: "Fins i tot quan el fet en qüestió pot no ser ben conegut, certs tipus d'afirmacions són tant incidentals com probables fins a un punt que sembla poc probable l'error o la falsedat. Si una inscripció antiga en una carretera ens diu que un cert procònsol va construir aquella carretera mentre August era princeps, es pot dubtar sense més corroboració que aquell procònsol realment va construir la carretera, però seria més difícil dubtar que el La carretera va ser construïda durant el principat d'August Si un anunci informa als lectors que "El cafè A i B es poden comprar a qualsevol botiga de queviures fiable a un preu inusual de cinquanta cèntims la lliura", es poden posar en dubte totes les inferències de l'anunci sense corroboració. excepte que hi ha una marca de cafè al mercat anomenada "Cafè A i B"." 

### Testimonis indirectes
Garraghan (1946) diu que la major part de la informació prové de " testimonis indirectes ", persones que no eren presents a l'escena però que van saber parlar dels fets per una altra persona. Gottschalk diu que de vegades un historiador pot utilitzar proves d'oïda quan no hi ha textos primaris disponibles. Escriu: "En els casos en què utilitza testimonis secundaris... pregunta: (1) En quin testimoni principal basa el testimoni secundari les seves declaracions? (2) El testimoni secundari va informar amb precisió del testimoni primari en conjunt? (3) ) Si no, en quins detalls va informar amb precisió del testimoni primari Les respostes satisfactòries a la segona i tercera preguntes poden proporcionar a l'historiador el conjunt o el? Essència del testimoni primari sobre el qual el testimoni secundari pot ser el seu únic mitjà de coneixement En aquests casos, la font secundària és la font "original" de l'historiador, en el sentit de ser l'"origen" del seu coneixement La font és un informe precís del testimoni primari, posa a prova la seva credibilitat com ho faria amb la del propi testimoni primari". Gottschalk afegeix: "Així, l'historiador no descartaria l'evidència d'oïda, com ho faria un tribunal només perquè es tracta d'oïda".

### Tradició oral
Gilbert Garraghan (1946) sosté que la tradició oral es pot acceptar si compleix dues "condicions àmplies" o sis "condicions particulars", de la manera següent: 
1. Condicions àmplies declarades .
  1. La tradició s'hauria de recolzar en una sèrie ininterrompuda de testimonis, que vagin des de l'immediat i primer informador del fet fins al testimoni mediat viu de qui ho prenem, o fins a qui va ser el primer que el va comprometre a escriure.
  2. Hi hauria d'haver diverses sèries paral·leles i independents de testimonis que testimoniin el fet en qüestió.
2. Condicions particulars formulades .
  1. La tradició ha d'informar d'un esdeveniment públic d'importància, que necessàriament seria conegut directament per un gran nombre de persones.
  2. La tradició s'ha d'haver cregut generalment, almenys durant un període definit.
  3. Durant aquest període definit devia haver anat sense protesta, fins i tot de persones interessades a negar-ho.
  4. La tradició ha de ser de durada relativament limitada. [En altres llocs, Garraghan suggereix un límit màxim de 150 anys, almenys en cultures que destaquen en la memòria oral.]
  5. L'esperit crític s'havia d'haver desenvolupat prou mentre va durar la tradició, i els mitjans necessaris d'investigació crítica havien d'haver estat a mà.
  6. Persones de ment crítica que segurament haurien desafiat la tradició – ho haguessin considerat fals – no devia haver presentat aquest desafiament

Poden existir altres mètodes de verificació de la tradició oral, com ara la comparació amb l'evidència de restes arqueològiques.
L'evidència més recent sobre la possible fiabilitat o falta de fiabilitat de la tradició oral ha sortit del treball de camp a l'Àfrica occidental i l'Europa de l'Est .